# Stemonuraceae
Stemonuraceae je čeleď vyšších dvouděložných rostlin z řádu cesmínotvaré (Aquifoliales).

## Charakteristika
Zástupci čeledi Stemonuraceae jsou stálezelené stromy a keře s jednoduchými střídavými listy bez palistů. Listy jsou obvykle kožovité a celokrajné, se zpeřenou nebo výjimečně od báze trojžilnou žilnatinou. Květy jsou oboupohlavné nebo funkčně jednopohlavné, drobné (obvykle 3 až 6 mm, u rodu Whitmorea až 1,5 cm), pravidelné, obvykle pětičetné, ve vrcholičnatých květenstvích nebo výjimečně jednotlivé. Květenství jsou úžlabní, vrcholová nebo vyrůstají naproti bázi listů. Kalich je drobný, vytrvalý, miskovitý, čtyř nebo pětičetný, na okraji celistvý nebo krátce laločnatý. Koruna je čtyř nebo pětičetná (řidčeji až sedmičetná), volná nebo srostlá. Počet tyčinek odpovídá počtu korunních lístků. Semeník je svrchní, obsahující jedinou komůrku se 2 vajíčky. Blizna je přisedlá nebo na krátké čnělce. Plodem je peckovice.
Čeleď je rozšířena v tropech celého světa s centrem diverzity v jihovýchodní Asii. Největší rody jsou Gomphandra (asi 55 druhů) a Stemonurus (15 druhů). Celkem čeleď zahrnuje asi 71 druhů.

## Taxonomie
Rody čeledi Stemonuraceae byly v minulosti součástí široce pojaté čeledi Icacinaceae, která však byla v tomto pojetí shledána parafyletickou.

## Přehled rodů
Cantleya, Codiocarpus, Discophora, Gastrolepis, Gomphandra, Grisollea, Hartleya, Irvingbaileya, Lasinanthera, Medusanthera, Stemonurus, Whitmorea